# フィアット・イデア

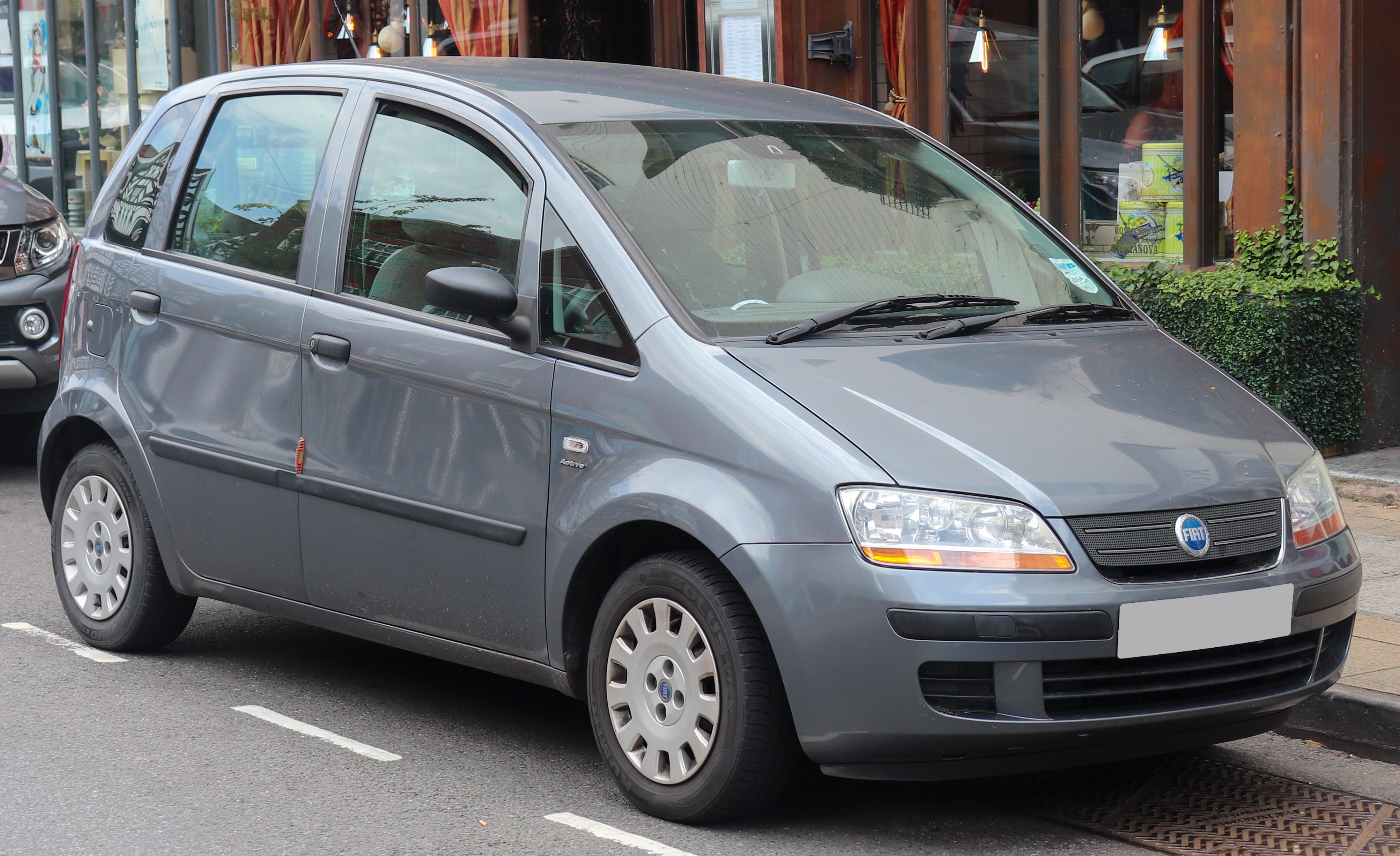

イデア（IDEA）は、イタリアの自動車メーカーフィアットが2003年から2012年まで生産した小型 MPVである。オペル・メリーバ、ルノー・モデュス、日産・ノート、フォード・フュージョンの競合車であった。また、ランチアでは「ムサ」として、イデアより豪華な仕様もあった。ブラジルでは2005年から2016年まで生産された。